# 七尾県
七尾県（ななおけん）は、1871年（明治4年）に能登国全域と越中国西部を管轄するために設置された県。現在の石川県能登半島、富山県西部にあたる。

## 沿革
- 明治4年11月20日（1871年12月31日） - 第1次府県統合に伴い金沢県のうち能登国と越中国射水郡が分離され七尾県が発足[1]。県庁は鹿島郡所口村小丸山（現在の七尾市馬出町）の小丸山城跡に設置。
- 明治5年9月25日（1872年10月27日） - 射水郡を新川県に、残部を石川県に合併。同日七尾県廃止。

## 管轄地域
| 廃藩置県以前 | 廃藩置県以前 | 廃藩置県以前 | 廃藩置県以降 | 廃藩置県以降 | 廃藩置県以降 | 廃藩置県以降              | 廃藩置県以降                  | 廃藩置県以降 |
| 廃藩置県以前 | 廃藩置県以前 | 廃藩置県以前 | 1871年7月    | 1871年11月   | 1872年5月    | 1876年4月                 | 1881年2月                     | 1883年2月    |
| ------------ | ------------ | ------------ | ------------ | ------------ | ------------ | ------------------------- | ----------------------------- | ------------ |
| 加賀藩       | 加賀国       | 江沼郡       | 大聖寺県     | 金沢県       | 石川県       | 石川県 （越前七郡が編入） | 石川県 （越前七郡が福井県に） | 石川県       |
| 加賀藩       | 加賀国       | 能美郡       | 金沢県       | 金沢県       | 石川県       | 石川県 （越前七郡が編入） | 石川県 （越前七郡が福井県に） | 石川県       |
| 加賀藩       | 加賀国       | 石川郡       | 金沢県       | 金沢県       | 石川県       | 石川県 （越前七郡が編入） | 石川県 （越前七郡が福井県に） | 石川県       |
| 加賀藩       | 加賀国       | 河北郡       | 金沢県       | 金沢県       | 石川県       | 石川県 （越前七郡が編入） | 石川県 （越前七郡が福井県に） | 石川県       |
| 加賀藩       | 能登国       | 羽咋郡       | 金沢県       | 七尾県       | 石川県       | 石川県 （越前七郡が編入） | 石川県 （越前七郡が福井県に） | 石川県       |
| 加賀藩       | 能登国       | 鹿島郡       | 金沢県       | 七尾県       | 石川県       | 石川県 （越前七郡が編入） | 石川県 （越前七郡が福井県に） | 石川県       |
| 加賀藩       | 能登国       | 鳳至郡       | 金沢県       | 七尾県       | 石川県       | 石川県 （越前七郡が編入） | 石川県 （越前七郡が福井県に） | 石川県       |
| 加賀藩       | 能登国       | 珠洲郡       | 金沢県       | 七尾県       | 石川県       | 石川県 （越前七郡が編入） | 石川県 （越前七郡が福井県に） | 石川県       |
| 加賀藩       | 越中国       | 射水郡       | 金沢県       | 七尾県       | 新川県       | 石川県 （越前七郡が編入） | 石川県 （越前七郡が福井県に） | 富山県       |
| 加賀藩       | 越中国       | 礪波郡       | 金沢県       | 新川県       | 新川県       | 石川県 （越前七郡が編入） | 石川県 （越前七郡が福井県に） | 富山県       |
| 加賀藩       | 越中国       | 新川郡       | 富山県       | 新川県       | 新川県       | 石川県 （越前七郡が編入） | 石川県 （越前七郡が福井県に） | 富山県       |
| 加賀藩       | 越中国       | 婦負郡       | 富山県       | 新川県       | 新川県       | 石川県 （越前七郡が編入） | 石川県 （越前七郡が福井県に） | 富山県       |

## 歴代知事
- 明治4年11月20日（1871年12月31日） - 明治5年9月25日（1872年10月27日） ： 権参事・三島為嗣（前大蔵省七等出仕、元長崎県士族）
- 明治5年9月25日（1872年10月27日） - 明治5年（1872年）12月 ： 権令・中島錫胤（前飾磨県権令、元徳島藩士）